# آختاچی (صابرآباد)
آختاچی (به ترکی آذربایجانی: Axtaçı، پیش از ۲۹ دسامبر ۱۹۹۲ آختاچی شامویان Axtaçı Şaumyan، پس از ۱ سپتامبر ۲۰۰۴ یوخاری آختاچی Yuxarı Axtaçı) یک منطقه مسکونی در جمهوری آذربایجان است که در شهرستان صابرآباد واقع شده‌است. آختاچی ۳۰۲ نفر جمعیت دارد.

## دین
در مسجد جامع آختاچی یک هیئت مذهبی وجود دارد.